# Најлс (Охајо)
Најлс (енгл. Niles) град је у америчкој савезној држави Охајо.

## Демографија
По попису из 2010. године број становника је 19.266, што је 1.666 (-8,0%) становника мање него 2000. године.
| Група             | 2000.          | 2010.          |
| Белци             | 19.981 (95,5%) | 17.789 (92,3%) |
| Афроамериканци    | 475 (2,3%)     | 667 (3,5%)     |
| Азијати           | 69 (0,3%)      | 139 (0,7%)     |
| Хиспаноамериканци | 174 (0,8%)     | 254 (1,3%)     |
| Укупно            | 20.932         | 19.266         |